# Banesco

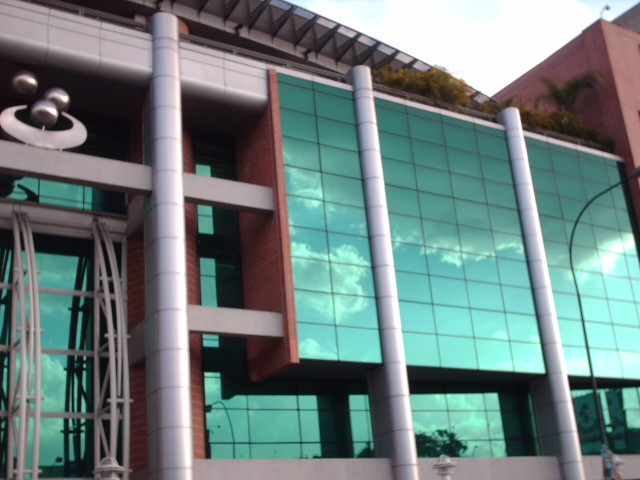
Ciudad Banesco - Caracas

Banesco Banco Universal C.A. é uma instituição financeira de capital venezuelano que tem a sede principal na cidade de Caracas. O banco forma parte da Asociación Bancaria de Venezuela (Associação Bancaria da Venezuela).
Tem uma rede de 340 pontos de atenção na Venezuela, mais de 115.000 pontos de venta y 1.377 de caixas automáticas. Com mais de 6 milhões de clientes, na atualidade, é o grupo bancário com maior importância do setor privado da Venezuela e o segundo no setor bancário tudo, fechando 2017 com uma quota de mercado de 21.32% em ativos totais e de 18.3% em carteira de créditos.

## História

### Cronologia
Banesco Banco Universal tem suo primer elo na criação de Escotet Casa de Bolsa em 1986. No setor bancário, começou sua atividade na Venezuela em 1992, através da aquisição e toma do control de um banco regional denominado Grupo Bancentro, que depois se chamou Grupo Financiero Banesco. Desde então, os fundadores da instituição fizeram fusões e aquisições de instituições financeiras na Venezuela, tornando-se em Banesco Banco Universal em 2002. Os principais fatos na história de Banesco foram os seguintes:
- 1986. A corretora Escotet Valores se estabeleceu.
- 1991-1992. Escotet Valores mudou o nome para Banesco Casa de Bolsa, que adquiriu o grupo de empresas Bancentro (banco comercial, banco hipotecário, fundo de ativos líquidos, arrendadora financeira e casa de cambio. O banco comercial de ese grupo se chamo Banco Financiero até 1990.
- 1992-1993. Depois da mudança de nome, as empresas do Grupo Bancentro identificaram-se como: Banesco Banco Comercial, Banesco Banco Hipotecario, Banesco Fondo de Activos Líquidos e Banesco Arrendamiento Financiero. Adicionalmente, forma criados Banesco Fondo Mutual, Banesco Sociedad Administradora de Fondos Mutuales, Banesco Sociedad Financiera, Banesco Seguros, Banesco Banco Internacional Porto Rico, Banesco Internacional Panamá e Banesco Mercado de Capitales. Assim inicia a expansão internacional do grupo financeiro.
- 1997. A Junta de Emergencia Financiera aprovou a fusão de Banesco Banco Comercial, Banesco Arrendamiento Financiero e Banesco Fondo de Activos Líquidos. Esse ano, a Superintendencia de Bancos autorizou a Banesco Banco Comercial C.A para atuar como Banco Universal e é presentado sua primeira web site.
- 1997. Banesco adquiriu cinco entidades do sistema de poupança e crédito da Venezuela: Bancarios, Maracay, El Porvenir, La Industrial e Caja Popular Falcón-Zulia.
- 1998. A Junta de Emergencia Financiera aprovou a unificação das entidades de poupança e crédito adquiridas por Banesco em uma sola estrutura chamada “Caja Familia Entidad de Ahorro y Préstamo”.
- 2000. No 23 de março de 2000 se aprovou a fusão por absorção de La Primera Entidad de Ahorro y Préstamo por parte de Caja Familia Entidad de Ahorro y Préstamo.
- 2001. Este ano se realiza a maior fusão no sistema financeiro venezuelano: Caja Familia Entidad de Ahorro y Préstamo, Banco Unión (fundado em 1946), Crédito Unión C.A. e Banesco Inmuebles e Valores proporcionaram origem a Unibanca Banca Universal, a fusão se consumou no 12 de fevereiro de 2001.
- 2002. Finaliza o processo de fusão quando Banesco e Unibanca se combinaram, fazendo origem ao novo Banesco Banco Universal que teve como logotipo o mesmo ao que Unibanca tinha. Banesco passou a ser um dos bancos mais importantes da banca privada na Venezuela.

### Internacionalização
O processo de internacionalização da marca Banesco começou no período 1992-1993, com a fundação de um banco em Panamá e outro em Porto Rico, cada um com licença internacional. Desde então, se tem incrementado sua presencia fora da Venezuela, estabelecendo-se nos Estado Unidos (unicamente no estado da Florida) Panamá, República Dominica, Colômbia e Espanha. Se tem a intenção de seguir consolidando sua presença no mercado hispano-americano.

### Diretores
A Junta Diretiva de Banesco está integrada, ao momento de escrever esta secção por:
- Presidente da Junta Diretiva: Juan Carlos Escotet Rodríguez
- Presidente Executivo: Oscar Doval García
- Diretor: Miguel Ángel Marcano
- Diretora: Josefina Fernández
- Diretor: Emilio Durán Fernández
- Diretor: José Grasso Vecchio

### Empresas que formam parte do Grupo Banesco
As seguintes empresas formam parte de Banesco Grupo Financiero Internacional, cada uma delas opera de forma independente e de acordo com as legislações de cada país: 
- Seguros Banesco
- Banesco Panamá
- Banesco República Dominicana
- Banesco USA
- TodoTicket
- Abanca, antiga Novagalicia Banco

### Sedes
O banco tem participação no país tudo com 340 sucursais bancarias. Das quais, as que se detalham a seguir, as duas primeiras são pertencentes a Banesco:

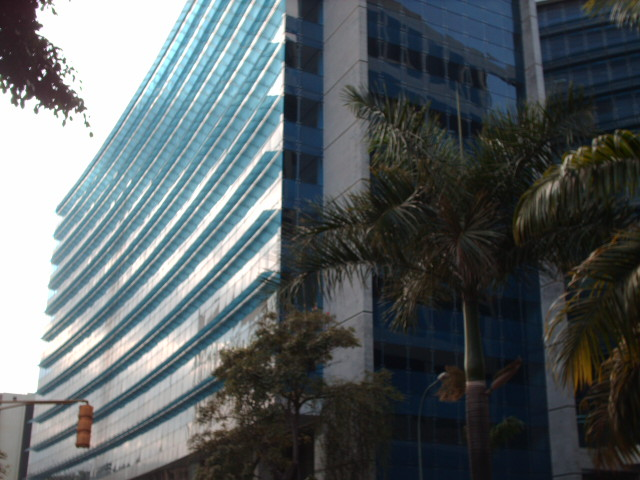
Sede Banesco Seguros - Caracas

#### Ciudad Banesco
É o edifício onde se encontram os escritórios principais, na cidade de Caracas, na instalação onde antigamente esteve a loja departamental Sears Roebuck da Venezuela, até que se retirou do país e foi adquirida por outra companhia chamada Maxy’s, Banesco adquiriu o imóvel e em 2004 o reabriu baixo o concepto de aproveitamento de espaços horizontais e abertos, o que permite manter as células corporativas totalmente próximas.   
Graças às mudanças feitas, Ciudad Banesco se converteu num edifício ecológico, porque se usaram materiais que não afeitam ao entorno. Ciudad Banesco recebeu o Premio Anual Construcción 2004 (Prêmio Anual de Construção 2004), outorgado pela Cámara de la Construcción de Venezuela (Câmara da Construção da Venezuela). 

#### Torre Banesco
É uma instalação que consiste em dois edifícios localizados em Caracas, no setor El Rosal, ambos os edifícios funcionaram como sede principal de Banesco até 2004, quando a sede mudou para Ciudad Banesco, embora ainda tem oficinas do banco. 

#### Sede da Esquina El Chorro
Esta torre está situada na Avenida Universidad, no centro da cidade de Caracas. Inicialmente se chamou “Torre Unión”, propriedade da antiga entidade bancaria Banco Unión, que, após da fusão com Caja Familia (do Grupo Banesco) se transformou em Unibanca. Depois de finalizar a fusão com Banesco, a torre foi vendida ao Governo Venezuelano. Atualmente funciona como a sede do Ministerio de Educación Universitaria, Ciencia y Tecnología (Ministério de Educação Universitaria, Ciência y Tecnologia).
Onde ficavam as abóbadas, no antigo Banco Unión, agora opera uma imprensa de livros gratuitos dos distintos entes governamentais, também é sede da Fundación Impresa Cultural (Fundação Imprensa Cultural) e sede adjunta da Imprenta Nacional (Imprensa Nacional), onde se imprime a Gaceta Oficial de la República Bolivariana (Boletim Oficial da República). Anexo à entrada principal, existe uma pequena praza que antigamente se chamava “Plaza Unión” (Praza União), mas a mediados do 2000, mudou se nome a “Plaza Unibanca” e, logo de concretar a compra do edifício por parte do Governo Venezuelano, ahora é conhecida como “Plaza de los Saberes” (Praza dos Saberes). 